# Корсунська угода (1669)
Корсунська угода 1669 — договір, підписаний у м. Корсуні між гетьманом Правобережної України Петром Дорошенком і османським урядом.
Намагаючись нейтралізувати ворожі дії Криму, і здобути допомогу в боротьбі проти Речі Посполитої і Московського царства, Дорошенко восени 1669 року уклав союзний договір із Османською імперією. Цей союз був затверджений Генеральною Військовою Радою 10-12 березня 1669 року в Корсуні.

## Зміст угоди
Дорошенко отримав від османського султана Мехмеда IV титул бея українського санджаку. На думку історика Наталії Яковенко основою воєнно-політичного союзу стала угода, підписана 18 років тому (у 1651) між Богданом Хмельницьким і османським султаном. За цим старим договором:
- територія Української держави мала охоплювати землі від Перемишля до Путивля;
- підтверджувалося право вільного вибору гетьмана, який обирався довічно;
- православна Київська митрополія зберігала автономію у складі константинопольського Патріархату;
- українське населення звільнялося від сплати податків і данини на користь османської казни;
- на українських землях османи і татари не мали права споруджувати мечеті та брати ясир;
- Османська імперія і Кримське ханство не повинні були укладати мирних договорів з Річчю Посполитою і Московією без згоди гетьмана;
- султанські грамоти, які стосувалися України, мали писатися турецькою та українською мовами.